# Kromatikus polinom

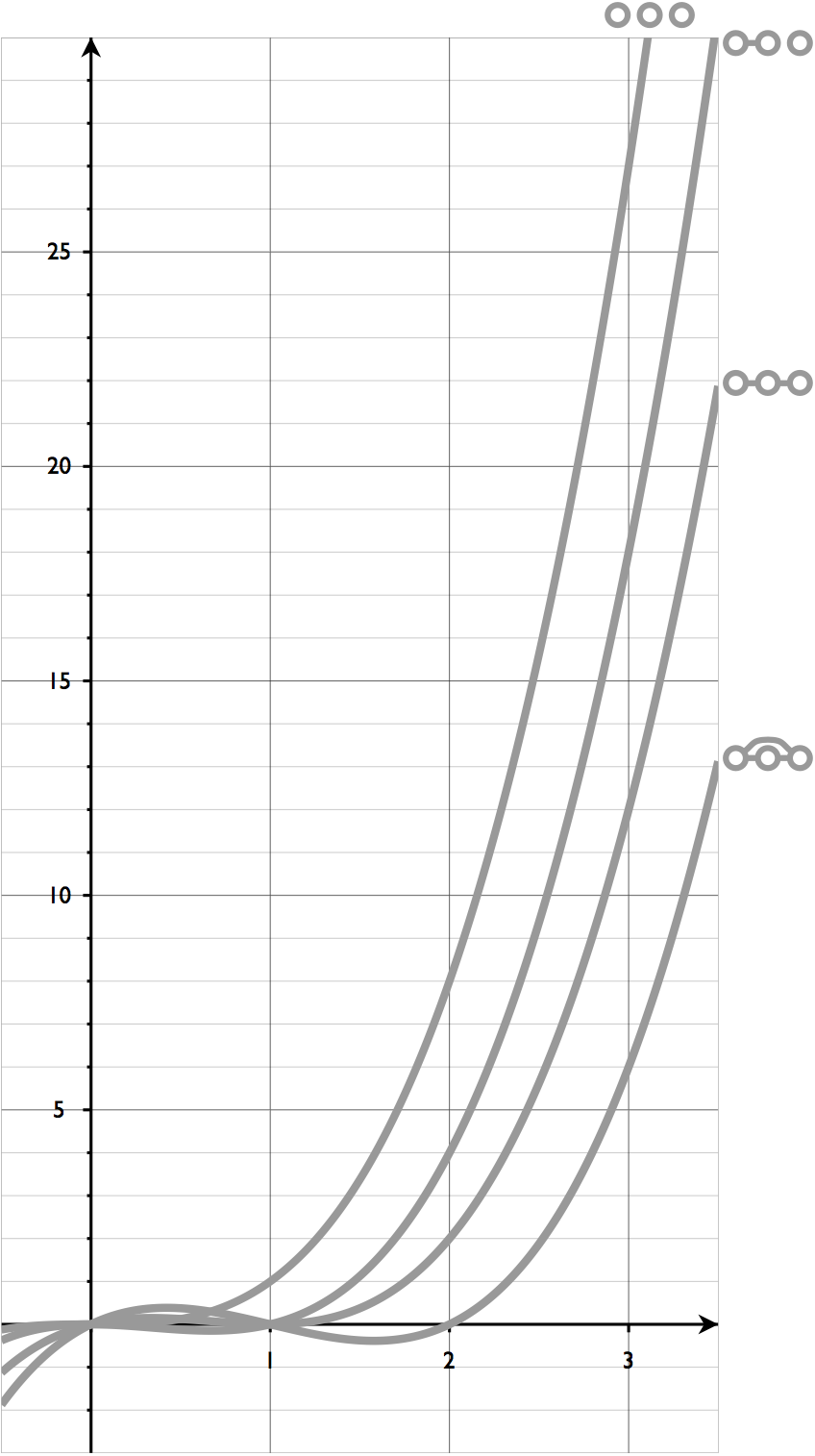
A 3 csúcson megrajzolható összes, nem izomorf gráf és kromatikus polinomjaik. Felülről az óra járásával megegyező irányban, a független 3-halmaz: ; egy él és egy független csúcs: ; a 3-út: ; a 3-klikk:.

A matematikai gráfelmélet területén a kromatikus polinom az algebrai gráfelmélet által tanulmányozott gráfpolinom. A felhasználható színek számának függvényében számolja meg a lehetséges gráfszínezéseket. A kromatikus polinomot eredetileg George David Birkhoff definiálta a négyszín-probléma megoldása érdekében. Később H. Whitney és W. T. Tutte Tutte-polinom néven általánosították, ami a statisztikus fizika Potts-modelljéhez kapcsolja a kromatikus polinomot.

## Történet
George David Birkhoff 1912-ben vezette be a kezdetben csak síkbarajzolható gráfokra definiált kromatikus polinomot a négyszíntétel bizonyítása érdekében. Ha {\displaystyle P(G,k)} G k színnel való jó színezéseinek számát jelöli, akkor a négyszíntétel bizonyítható annak megmutatásával, hogy {\displaystyle P(G,4)>0} minden G síkbarajzolható gráfra. Azt tervezte, hogy az analízis és algebra a polinomok gyökeire vonatkozó jól fejlett eszköztárát alkalmazza a kombinatorikus színezési problémára.
Hassler Whitney a Birkhoff-polinomot 1932-ben általánosította síkbarajzolható gráfokról általános gráfokra. 1968-ban Read feltette a máig nyitott kérdést, hogy adott polinom vajon kromatikus polinomja-e valamely gráfnak, és bevezette a kromatikusan egyenértékű gráfok fogalmát. Jelenleg a kromatikus polinomok az algebrai gráfelmélet központi témái közé tartoznak.

## Definíció

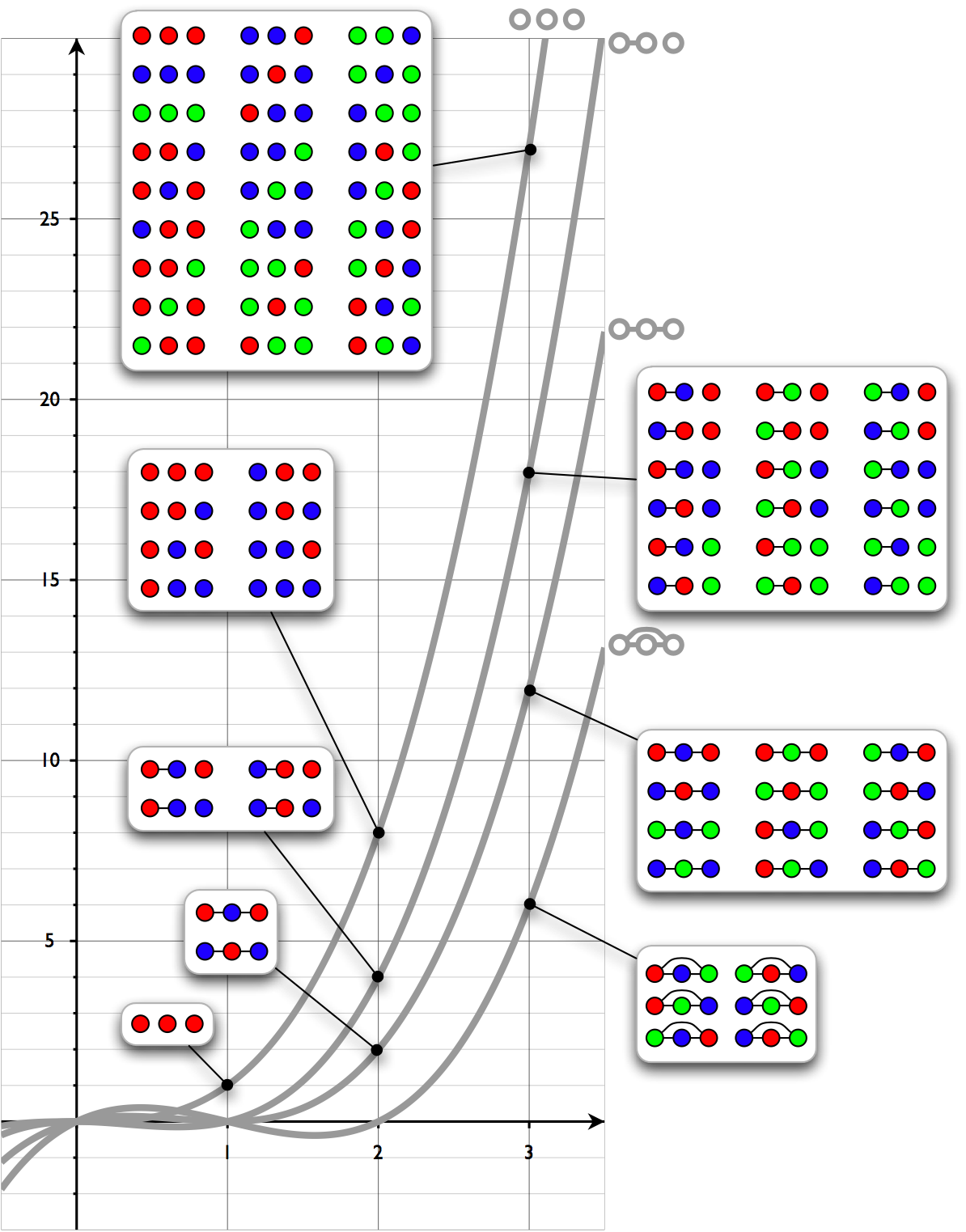
A 3 csúcsú gráfok k színnel történő összes jó színezése -ra. Minden gráf kromatikus polinomja a jó színezések számát interpolálja.

A G gráf kromatikus polinomja a gráf jó csúcsszínezéseinek számát adja meg. Gyakori jelölései {\displaystyle P_{G}(k)}, {\displaystyle \chi _{G}(k)}, {\displaystyle \pi _{G}(k)} vagy {\displaystyle P(G,k),} amit a szócikk a továbbiakban használni fog.
Tekintsük a három csúcsú {\displaystyle P_{3}} útgráfot, ami 0 vagy 1 színnel nem színezhető, kétféleképpen 2-színezhető, és tizenkétféle 3-színezése van.
| Rendelkezésre álló színek {\displaystyle k} | 0 | 1 | 2 | 3  |
| Színezések száma {\displaystyle P(P_{3},k)} | 0 | 0 | 2 | 12 |

Az n csúcsú G gráf kromatikus polinomja definíciója szerint a legfeljebb n-edfokú, egyedi interpolációs polinom a következő pontok között:
{\displaystyle \left\{(0,P(G,0)),(1,P(G,1)),\cdots ,(n,P(G,n))\right\}.}
Ha G egyik csúcsában sincs hurokél, akkor a kromatikus polinom pontosan n-edfokú monikus polinom. A fenti példában a következő:
{\displaystyle P(P_{3},t)=t(t-1)^{2},\qquad P(P_{3},3)=12.}
A kromatikus polinom legalább a kromatikus számmal megegyező információt hordoz G színezhetőségéről. A kromatikus szám továbbá a legkisebb pozitív egész szám, ami nem zérushelye a kromatikus polinomnak:
{\displaystyle \chi (G)=\min\{k:P(G,k)>0\}.}

## Példák
| {\displaystyle K_{3}} háromszög   | {\displaystyle t(t-1)(t-2)}                                                            |
| {\displaystyle K_{n}} teljes gráf | {\displaystyle t(t-1)(t-2)\cdots (t-(n-1))}                                            |
| n csúcsú fagráf                   | {\displaystyle t(t-1)^{n-1}}                                                           |
| {\displaystyle C_{n}} körgráf     | {\displaystyle (t-1)^{n}+(-1)^{n}(t-1)}                                                |
| Petersen-gráf                     | {\displaystyle t(t-1)(t-2)(t^{7}-12t^{6}+67t^{5}-230t^{4}+529t^{3}-814t^{2}+775t-352)} |
| Üres csúcshalmazú gráf            | konstans 1                                                                             |

Megjegyzés: A matematikában nincs konszenzus arról, hogy lehet-e egy gráf csúcshalmaza üres. Ha eme elfajuló esetet megengedjük, akkor e gráf kromatikus polinomja célszerűen konstans 1-nek tekintendő, így őrződik meg az, hogy a csúcsszámmal megegyező fokú, 1 főegyütthatójú polinom a kromatikus polinom.

## Tulajdonságok
Az n csúcsú G gráfhoz tartozó {\displaystyle P(G,t)} kromatikus polinom valóban egy n-edfokú polinom. A definíció alapján a kromatikus polinomot a {\displaystyle P(G,k)} helyen kiértékelve megkapjuk G k-színezéseinek számát {\displaystyle k=0,1,\cdots ,n}-re. Ugyanaz igaz akkor is, ha k > n.
A
{\displaystyle (-1)^{|V(G)|}P(G,-1)}
kifejezés megadja G körmentes orientációinak számát.
Az 1 helyen kiértékelt derivált, {\displaystyle P'(G,1)} előjel erejéig megegyezik a {\displaystyle \theta (G)} kromatikus invariánssal.
Ha a G gráfnak n csúcsa, m éle és {\displaystyle G_{1},\cdots ,G_{c}} között c összefüggő komponense van, akkor
- A {\displaystyle t^{0},\cdots ,t^{c-1}} együtthatói nullák.
- A {\displaystyle t^{c},\cdots ,t^{n}} együtthatói nem nullák, speciálisan {\displaystyle t^{n}} együtthatója 1.
- A {\displaystyle t^{n}} együtthatója {\displaystyle P(G,t)}-ben 1.
- A {\displaystyle t^{n-1}} együtthatója {\displaystyle P(G,t)}-ben {\displaystyle -m}.
- Minden kromatikus polinom együtthatói váltakozó előjelűek.
- Bármely kromatikus polinom együtthatóinak abszolút értékei log-konkáv sorozatot alkotnak.[3]
- {\displaystyle \scriptstyle P(G,t)=P(G_{1},t)P(G_{2},t)\cdots P(G_{c},t)}

Az n csúcsú G gráf pontosan akkor fa, ha
{\displaystyle P(G,t)=t(t-1)^{n-1}.}
Egy gráf egyértelműen színezhető, ha minimális számú színnel színezve a színosztályok egyértelműen meghatározottak. Egy gráf pontosan akkor egyértelműen k-színezhető, ha {\displaystyle P(G,k)=k!} és {\displaystyle P(G,k-1)=0.}

### Kromatikus ekvivalencia

A három gráf, melynek kromatikus polinomja.

Két gráf akkor kromatikusan egyenértékű, ha ugyanaz a kromatikus polinom tartozik hozzájuk. Izomorf gráfok kromatikus polinomjai természetesen megegyeznek, de nem izomorf gráfok is lehetnek kromatikusan ekvivalensek. Például az összes n csúcsú fának ugyanaz a kromatikus polinomja:
{\displaystyle (x-1)^{n-1}x,}
ezen belül az,
{\displaystyle (x-1)^{3}x}
a mancsgráf és a 4 csúcsú útgráf kromatikus polinomja is.

### Kromatikus egyediség
Egy gráf kromatikusan egyedi, ha izomorfizmus erejéig meghatározza kromatikus polinomja. Más szavakkal, ha G kromatikusan egyedi, akkor ha {\displaystyle P(G,t)=P(H,t)}, akkor G és H izomorf.
Az összes körgráf kromatikusan egyedi.

### Kromatikus gyökök
Egy kromatikus polinom gyöke (vagy zérushelye), azaz a „kromatikus gyök” olyan x érték, ahol {\displaystyle P(G,x)=0}. A kromatikus gyököket behatóan tanulmányozták. Jól ismert, hogy egyetlen gráf kromatikus polinomjának sincs sem negatív, sem 0 és 1 közti gyöke, Jackson pedig az {\displaystyle (1,{\frac {32}{27}}\sim 1,185)} intervallumot zárta ki, melynek felső határa éles.
Birkhoff eredeti célja a kromatikus polinom bevezetésével az volt, hogy síkbarajzolható gráfok esetében igazolja az {\displaystyle P(G,x)>0} egyenlőtlenséget az x ≥ 4 esetre. Ez bizonyította volna a négyszín-tételt. Birkhoff és Lewis bebizonyította, hogy ezen kromatikus polinomoknak nincs zérushelye az 1-en és a 0-n kívül a {\displaystyle [-\infty ,2)} és {\displaystyle [5,\infty )} intervallumokban, továbbá {\displaystyle P(G,4)\neq 0}, az eredeti sejtést azonban nem sikerült igazolniuk. Woodall javított eredménye szerint nincs zérushely a {\displaystyle (2,\sim 2,546602)} intervallumban sem, mely utóbbi szám az oktaéder kromatikus polinomjának ({\displaystyle x^{3}-9x^{2}+29x-32=0}) valós gyöke.
Egyetlen gráf se 0-színezhető, ezért 0 mindig kromatikus gyök. Csak az élmentes gráfok 1-színezhetők, ezért az 1 kromatikus gyöke minden olyan gráfnak, ami legalább egy élt tartalmaz. Ezen a két ponton kívül tehát csak 32/27-nél nagyobb valós gyökök létezhetnek.
Tutte egy eredménye összeköti {\displaystyle \phi }-t, az aranymetszés arányát a kromatikus gyökök tanulmányozásával, megmutatva, hogy a kromatikus gyökök igen közel esnek {\displaystyle \phi ^{2}}-hez:
Ha {\displaystyle G_{n}} egy gömb síkháromszögelése, akkor
{\displaystyle P(G_{n},\phi ^{2})\leq \phi ^{5-n}.}
A valós számegyenes nagy része ilyenformán nem tartalmazza egyetlen gráf kromatikus gyökeit sem, ellenben a komplex számsík minden pontja tetszőlegesen közel van egy kromatikus gyökhöz abban az értelemben, hogy létezik olyan végtelen gráfcsalád, melynek kromatikus gyökei a komplex számsíkon sűrűek.

### Kategorifikáció
A kromatikus polinomot kategorifikáló homológiaelmélet szorosan kapcsolódik a Khovanov-homológiához.

## Algoritmusok
A kromatikus polinommal összefüggő számítási problémák közé tartozik:
- adott G gráf {\displaystyle P(G,t)} kromatikus polinomjának megkeresése;
- adott G gráf {\displaystyle P(G,k)}kromatikus polinomjának kiértékelése rögzített k pontban.

Az első probléma általánosabb, hiszen ha ismerjük {\displaystyle P(G,t)} együtthatóit, bármely függvényérték polinom időben kiszámítható, mivel a fokszám n. A második probléma nehézsége nagyban függ k értékétől, és a bonyolultságelmélet behatóan tanulmányozta. Ha k természetes szám, akkor a probléma egyenértékű adott gráf k-színezéseinek leszámlálásával. Például idetartozik a #3-színezés probléma, avagy a 3-színezések leszámlálása, ami a számlálásbonyolultság tanulmányozásának kanonikus problémája, a számlálási problémák #P osztályára teljes.

### Hatékony algoritmusok
Néhány egyszerűbb gráfosztály esetén ismert a kromatikus polinom zárt alakjának képlete. Igaz ez például a fák és klikkek esetére, ahogy a fenti táblázatban is olvasható.
A kromatikus polinom kiszámítására a gráfok szélesebb körére léteznek polinom idejű algoritmusok; ebbe a körbe tartoznak a merev körű gráfpl és a korlátos klikkszélességű gráfok. Ez utóbbiak közé tartoznak a kográfok és a korlátos favastagságú gráfok, mint például a külsíkgráfok.

### Törlés-összehúzás
A kromatikus polinom kiszámításának rekurzív módja az élösszehúzáson alapul: az {\displaystyle u} és {\displaystyle v} csúcspár esetén a {\displaystyle G/uv} gráf megkapható a két csúcs összeolvasztásával és a köztük lévő esetleges élek eltávolításával. Ekkor a kromatikus polinom a következő rekurrenciarelációnak tesz eleget:
{\displaystyle P(G,k)=P(G-uv,k)-P(G/uv,k),}
ahol {\displaystyle u} és {\displaystyle v} szomszédos csúcsok, {\displaystyle G-uv} pedig az {\displaystyle uv} él eltávolításával kapott gráf. Ezzel ekvivalens, hogy
{\displaystyle P(G,k)=P(G+uv,k)+P(G/uv,k),}
amennyiben {\displaystyle u} és {\displaystyle v} nem szomszédosak és {\displaystyle G+uv} az {\displaystyle uv} éllel kiegészített gráf. Az első alak esetén a rekurrencia üres gráfok gyűjteményén ér véget, a második alak esetén teljes gráfok gyűjteményén. Ezeket a rekurrenciákat fundamentális redukciós tételnek (Fundamental Reduction Theorem) is nevezik. Tutte az iránti érdeklődése, hogy milyen egyéb gráftulajdonságok elégítenek ki hasonló rekurrenciákat vezette el a kromatikus polinom kétváltozós általánosításának, a Tutte-polinomnak a felfedezéséhez.
Az előbb említett rekurzív művelet a „törlés–összehúzás-algoritmus” (deletion–contraction algorithm), ami számos gráfszínezési algoritmusnak szolgál alapul. A Mathematica számítógépes algebrarendszerbe épített ChromaticPolynomial függvény a második rekurrenciát használja, ha a gráf sűrű, az elsőt, ha a gráf ritka. A legrosszabb eset futásideje mindkét képletnél a Fibonacci-számok rekurrenciarelációjának felel meg, tehát a legrosszabb esetben az algoritmus a következő kifejezés polinom faktorában fut:
{\displaystyle \phi ^{n+m}=\left({\frac {1+{\sqrt {5}}}{2}}\right)^{n+m}\in O\left(1,62^{n+m}\right),}
egy n csúccsal és m éllel rendelkező gráf esetén. Az analízis javítható a bemeneti gráf feszítőfáinak {\displaystyle t(G)} számának polinom faktoráig. A gyakorlatban branch and bound („korlátozás és elágazás”) stratégiák és az izomorfizmusok kiküszöbölése segítségével néhány rekurzív hívás kiküszöbölhető. A futásidő a csúcspár kiválasztásának heurisztikáján múlik.

### Hiperkocka-módszer
Létezik a gráfszínezéseknek egy természetes, térgeometriai megfeleltetése, amennyiben úgy tekintjük, hogy az összes csúcshoz hozzárendelt természetes számok tulajdonképpen az egész számok térrácsában egy vektort alkotnak.
Mivel az egyforma színű {\displaystyle i} és {\displaystyle j} csúcsok úgy tekinthetők, hogy a színezési vektor {\displaystyle i}-edik és {\displaystyle j}-edik koordinátája megegyezik, ezért a gráf egyes éleihez {\displaystyle \{x\in R^{d}:x_{i}=x_{j}\}} alakban leírható hipersík rendelhető. Az adott gráfhoz tartozó ilyen hipersíkok gyűjteményét a gráf elrendezésének (graphic arrangement) nevezik. A gráf jó színezései azok a rácspontok, amik elkerülik a tiltott hipersíkokat.
Ha csak {\displaystyle k} szín áll rendelkezésre, a rácspontok a {\displaystyle [0,k]^{n}} hiperkockán belül találhatók. Ebben a kontextusban a kromatikus polinom azokat a {\displaystyle [0,k]}-kockán belüli rácspontokat számolja, amik elkerülik a gráf elrendezését.

### Számítási bonyolultság
Adott gráf 3-színezéseinek meghatározása a #P-teljes problémák alapesete, tehát a kromatikus polinom együtthatóinak kiszámítása is #P-nehéz. Ugyanígy a {\displaystyle P(G,3)} kiszámítása adott G-re #P-teljes. Másrészről, a {\displaystyle k=0,1,2} esetekre könnyű kiszámolni {\displaystyle P(G,k)}-t, tehát a hozzájuk tartozó problémák polinom időben megoldhatók. A {\displaystyle k>3} egészekre a probléma #P-nehéz, ami a {\displaystyle k=3} esethez hasonlóan látható be. Valójában bizonyított tény, hogy {\displaystyle P(G,x)} #P-nehéz minden x-re (a negatív egészeket és még a komplex számokat is ideértve), kivéve a három „könnyű pontot”. Így a #P-nehézség perspektíváját tekintve a kromatikus polinom kiszámításának bonyolultsága teljesen tisztázott.
A
{\displaystyle P(G,t)=a_{1}t+a_{2}t^{2}+\dots +a_{n}t^{n}}
kifejtésben az {\displaystyle a_{n}} együtthatója mindig 1, és az együtthatók számos egyéb tulajdonsága ismert. Ez felveti a kérdést, hogy talán az együtthatók egy részét könnyű lehet kiszámítani. Ennek ellenére a rögzített r-re és adott G gráfra az ar kiszámítása továbbra is #P-nehéz.
Nem ismerünk a {\displaystyle P(G,x)} kiszámítására közelítő algoritmust semmilyen x-re, a három könnyű pontot kivéve. A {\displaystyle k=3,4,\dots } egészekre az az eldöntési probléma, hogy adott gráf k-színezhető-e, NP-nehéz. Az ilyen problémák nem approximálhatók semmilyen multiplikatív faktorral korlátos hibájú valószínűségi algoritmus felhasználásával, hacsak nem NP = RP, mivel bármely multiplikatív approximáció megkülönböztetné a 0 és 1 értékeket, ezzel gyakorlatilag az eldöntési verziót korlátos hibájú valószínűségi polinom időben megoldva. Ez gyakorlatilag kizárja az FPRAS (teljesen polinom idejű randomizált approximációs séma) létezésének lehetőségét. Más pontokon komplikáltabb érvelésre van szükség, a kérdés aktív kutatások fókuszában áll. A 2008-as állapot szerint nincs ismert FPRAS a {\displaystyle P(G,x)} kiszámítására bármely x > 2 helyen, hacsaknem NP = RP igaz.

## Fordítás
- Ez a szócikk részben vagy egészben a Chromatic polynomial című angol Wikipédia-szócikk ezen változatának fordításán alapul.  Az eredeti cikk szerkesztőit annak laptörténete sorolja fel. Ez a jelzés csupán a megfogalmazás eredetét és a szerzői jogokat jelzi, nem szolgál a cikkben szereplő információk forrásmegjelöléseként.